# 玉造村
玉造村（たまつくりむら）は、島根県八束郡にあった村。現在の松江市玉湯町玉造、玉湯町大谷にあたる。

## 地理
- 河川：玉湯川[1]

## 歴史
- 1889年（明治22年）4月1日、町村制の施行により、意宇郡玉造村、大谷村が合併して村制施行し、玉造村が発足[1][2]。
- 1896年（明治29年）4月1日、郡の統合により八束郡に所属[2]。
- 1905年（明治38年）4月1日、八束郡湯町村と合併し、玉湯村を新設して廃止[1][2]。

### 地名の由来
三種の神器の八尺瓊勾玉をはじめ、多くの玉類を製造した地であるため。

## 産業
- 農業、温泉関連業[1]。

## 名所・旧跡・観光地
- 玉造温泉[1]